# 863 Benkoela
863 Benkoela este o planetă minoră ce orbitează Soarele, descoperită de Max Wolf pe 9 februarie 1917.